# Carretera Trans-Eufrasiatica
La Carretera Trans-Eufrasiatica, es una carretera que circunda 3 continentes que inicia desde la ciudad de El Cabo, en Sudáfrica, pasando por Zambia, Sudán del Sur, pasando por el Canal de Suez, para llegar a la Provincia de Gaziantep, Turquía, para pasar por la región de Transcaucasia, para luego llegar a Rusia para terminar su recorrido en Magadán, al norte de Siberia.
Esta carretera circunda por 17 países en toda Eurafrasia, por el cual si se llegara a concebir esa vía que tendría un recorrido de 34.000 km., será la carretera más extensa y larga del mundo, superando con creces a la Carretera Panamericana, aunque esa carretera esta expuestas a diversos conflictos, por lo cual sería la carretera más peligrosa del mundo.